# Peter Wellnhofer
Peter Wellnhofer (Múnich, 1936) es un paleontólogo alemán. Se le considera uno de los mayores expertos mundiales en pterosaurios y en aves primitivas.

## Biografía
Peter Wellnhofer es un geólogo especializado en paleontología, doctorado por la Universidad de Múnich en 1964. Posteriormente, asumió el cargo de conservador en la Colección Estatal de Paleontología y Geología de Baviera. Como parte de esta actividad, fue responsable de la recolección de vertebrados fósiles. Posteriormente fue conservador jefe y subdirector de la Colección Estatal hasta su jubilación.
Durante este tiempo, la investigación de Wellnhofer se centró en los pterosaurios de los períodos Jurásico y Cretácico, el ave primitiva Archaeopteryx y los dinosaurios.

## Reconocimientos
- En 1997, Wellnhofer recibió el Premio Werner e Inge Grüter de comunicación científica.[4]
- En 2007, se dedicó Wellnhofer una reunión especial de expertos en pterosaurios en Múnich, describiéndolo como «la principal autoridad en pterosaurios durante las últimas cuatro décadas». La reunión produjo un libro homenaje en su honor titulado Flugsaurier: pterosaur papers in honour of Peter Wellnhofer en un volumen especial de la revista Zitteliana B (el n.º 28).[2][5]
- En 2018, Wellnhofer fue galardonado con la Orden del Mérito de la República Federal de Alemania.[6]

### Taxones dedicados

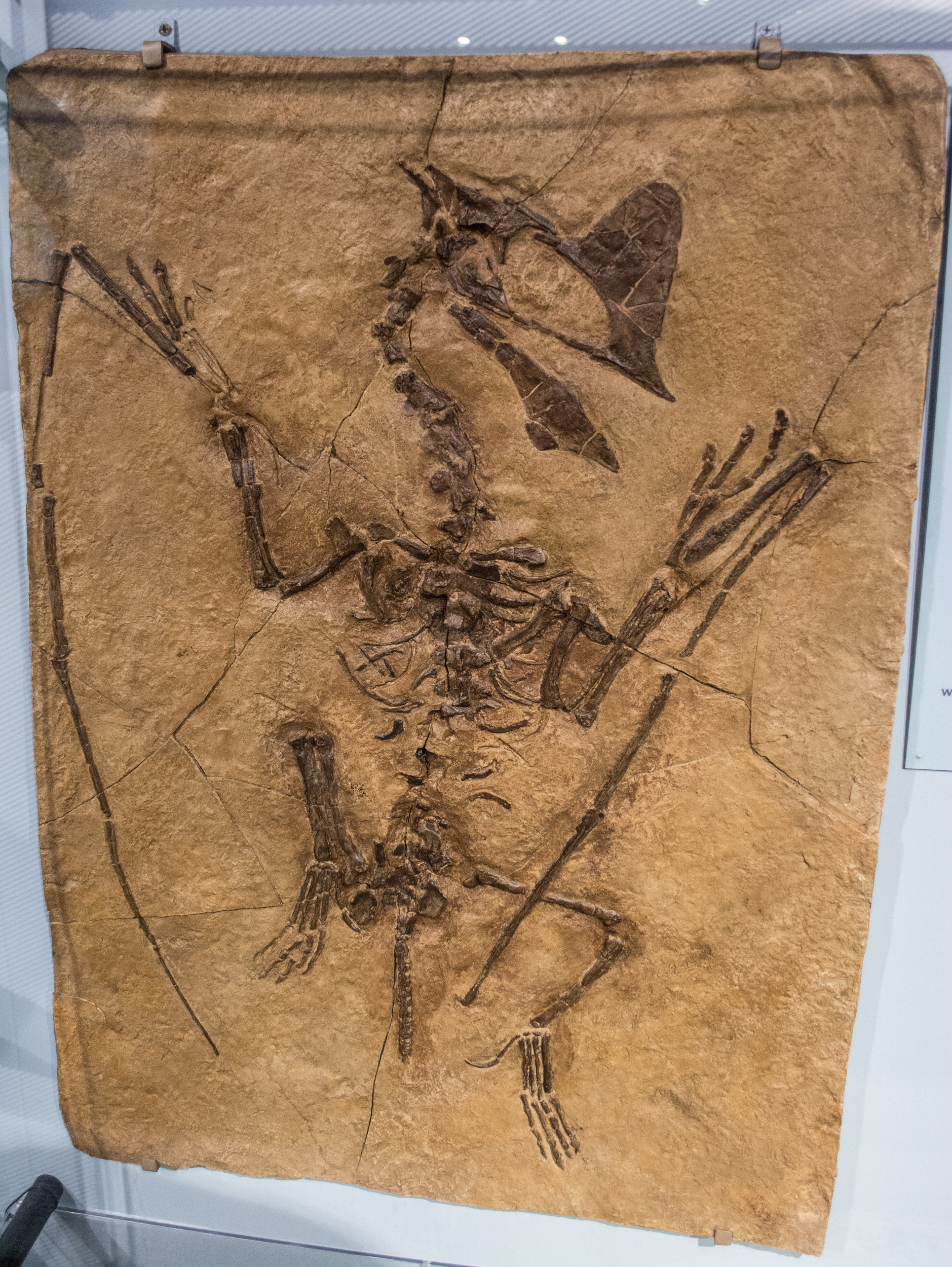
Tapejara wellnhoferi, especie de pterodáctilo del Cretácico brasileño dedicada a Wellnhofer

- Normannognathus wellnhoferi Buffetaut, Lepage, y Lepage, 1998, una especie de pterodáctilo.[7]
- Petrodactyle wellnhoferi Hone, et al. 2023, una especie de pterodáctilo.[8]
- Pterorhynchus wellnhoferi Czerkas y Ji, 2001, una especie de pterosaurio [9]
- Tapejara wellnhoferi Kellner, 1989, una especie de pterodáctilo.[10]
- Wellnhoferia Elżanowski, 2001, un género de ave extinta.[11]
- Wellnhopterus Andres y Langston, 2021, un género de pterodáctilo.[1]

## Obras
Entre sus obras, además de artículos científicos, se incluyen diversos libros de divulgación sobre pterosaurios y Archaeopteryx.
- Wellnhofer, Peter (1980) Flugsaurier: Pterosauria. Die Neue Brehm-Bücherei, 534: 135 págs.
- Wellnhofer, Peter (1983) Solnhofener Plattenkalk: Urvögel und Flugsaurier. Freunde des Museums beim Solnhofer Aktien-Verein e. V. 64 págs.
- Wellnhofer, Peter (1994) Enciclopedia Ilustrada de los Pterosaurios. Susaeta. 192 págs ISBN 9788430576029 (versión en español de The Illustrated Encyclopedia of Pterosaurs, Crescent, 1991)
- Wellnhofer, Peter (2009) Archaeopteryx: The Icon of Evolution. Verlag Dr. Friedrich Pfeil, 208 págs. ISBN 9783899371086